# Waage Matthison-Hansen
Waage Matthison-Hansen   (27 de desembre de 1841 - 23 de juny de 1911) era un organista danès, fill de Hans Matthison-Hansen, germà de Gottfred Matthison-Hansen, pare de Frederik Matthison-Hansen i oncle d'Aage Matthison-Matthison.
Matthison-Hansen va succeir al seu pare com a organista de la catedral a Roskilde i va escriure diverses composicions instrumentals i de cançons.